# Строма радужной оболочки
 Строма радужной оболочки  — сосудисто-волокнистый слой ткани. Это верхний слой из двух в радужной оболочке.

## Структура
Строма — тонкое сплетение волокон. Некоторые описывают окружности в радужной оболочке а большинство радиально направлено к зрачку. Кровеносные сосуды и нервы разнообразят эту сетку.
В темных глазах, строма часто содержит пигментные гранулы. Голубым глазам и глазам альбиносов, однако, не хватает пигмента.
Строма соединяется со сфинктером мышцы (сфинктером зрачка), который стягивает зрачок в круг, и набором расширительных мышц (дилататор зрачка), которые тянут диафрагму в радиальном направлении, чтобы увеличить зрачок, образуя складки. Задняя поверхность покрыта обычно, сильно пигментированным эпителиальным слоем, толщиной в две клетки (пигментный эпителий радужной оболочки), а передняя поверхность не имеет эпителия. Эта передняя поверхность предназначена для расширительных мышц.